# Monte Vélan
Il Monte Vélan (pron. fr. AFI: [velɑ̃]; in francese e ufficialmente Mont Vélan - 3.731 m) è una montagna delle Alpi Pennine (sottosezione Alpi del Grand Combin), alta 3731 m, posta lungo il confine italo-svizzero, tra la regione Valle d'Aosta ed il Canton Vallese.

## Caratteristiche

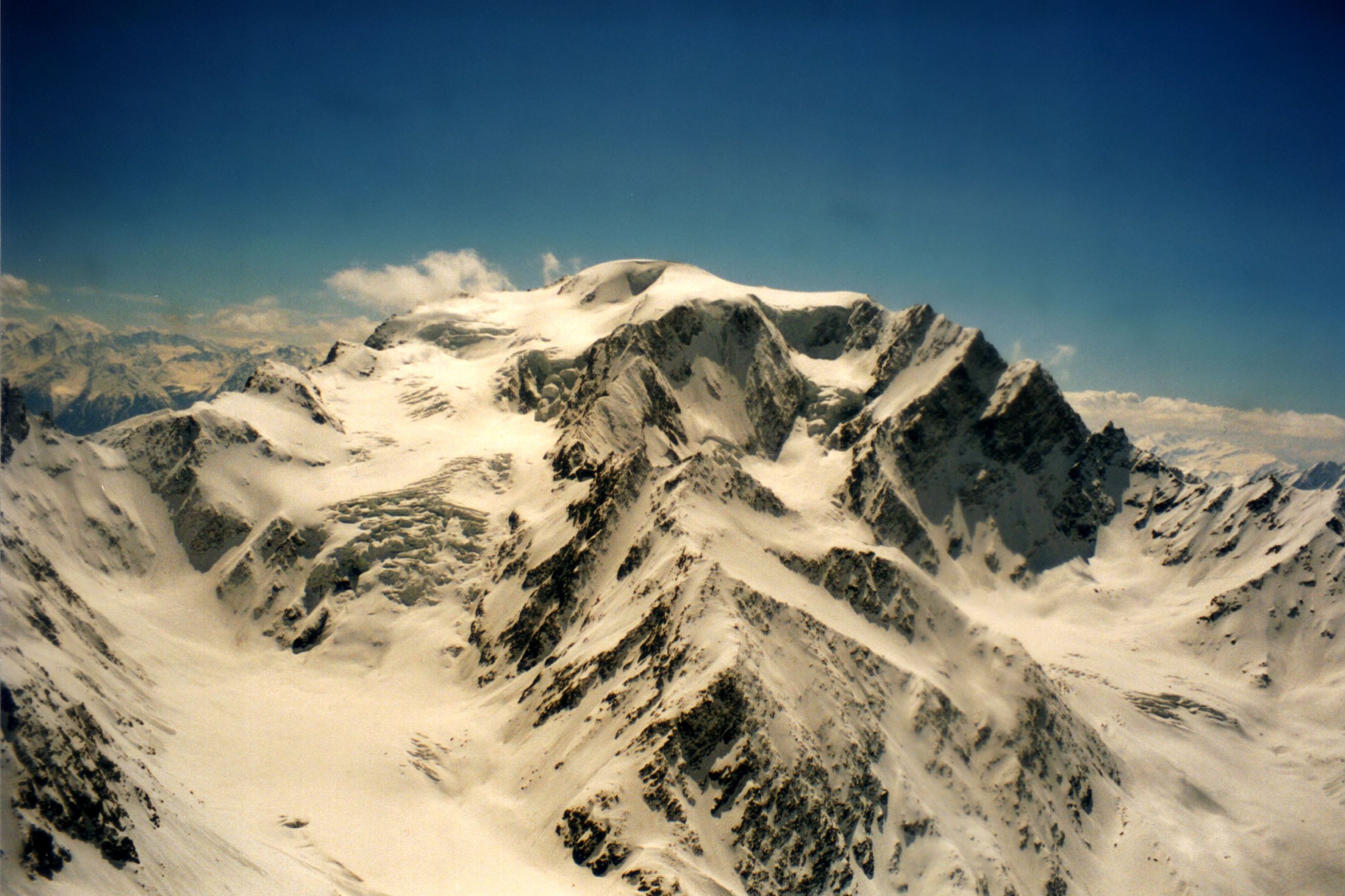
Il Monte Velàn visto dal Grand Combin (versante nord).

Si trova ad oriente del passo del Gran San Bernardo; dal versante svizzero domina la Val d'Entremont mentre da quello italiano è collocata lungo lo spartiacque tra la valle del Gran San Bernardo e la Valpelline.
Il versante sud si presenta roccioso mentre quello nord è ricoperto dal ghiacciaio di Valsorey. La sommità si presenta come un grande cupolone ammantato dal ghiaccio e prende il nome di Dôme du Vélan.
Dalla sommità si gode di un ampio panorama che abbraccia le Alpi Graie e le Alpi Pennine. Dal versante italiano si distingue bene la città di Aosta mentre da quello svizzero si vede tutta la valle che scende dal passo del Gran San Bernardo.

## Ascesa alla vetta

### Prima ascensione
La prima ascensione risale al 31 agosto 1779 ad opera di Laurent-Joseph Murith, prete dell'Ospizio del Gran San Bernardo.

### Via normale

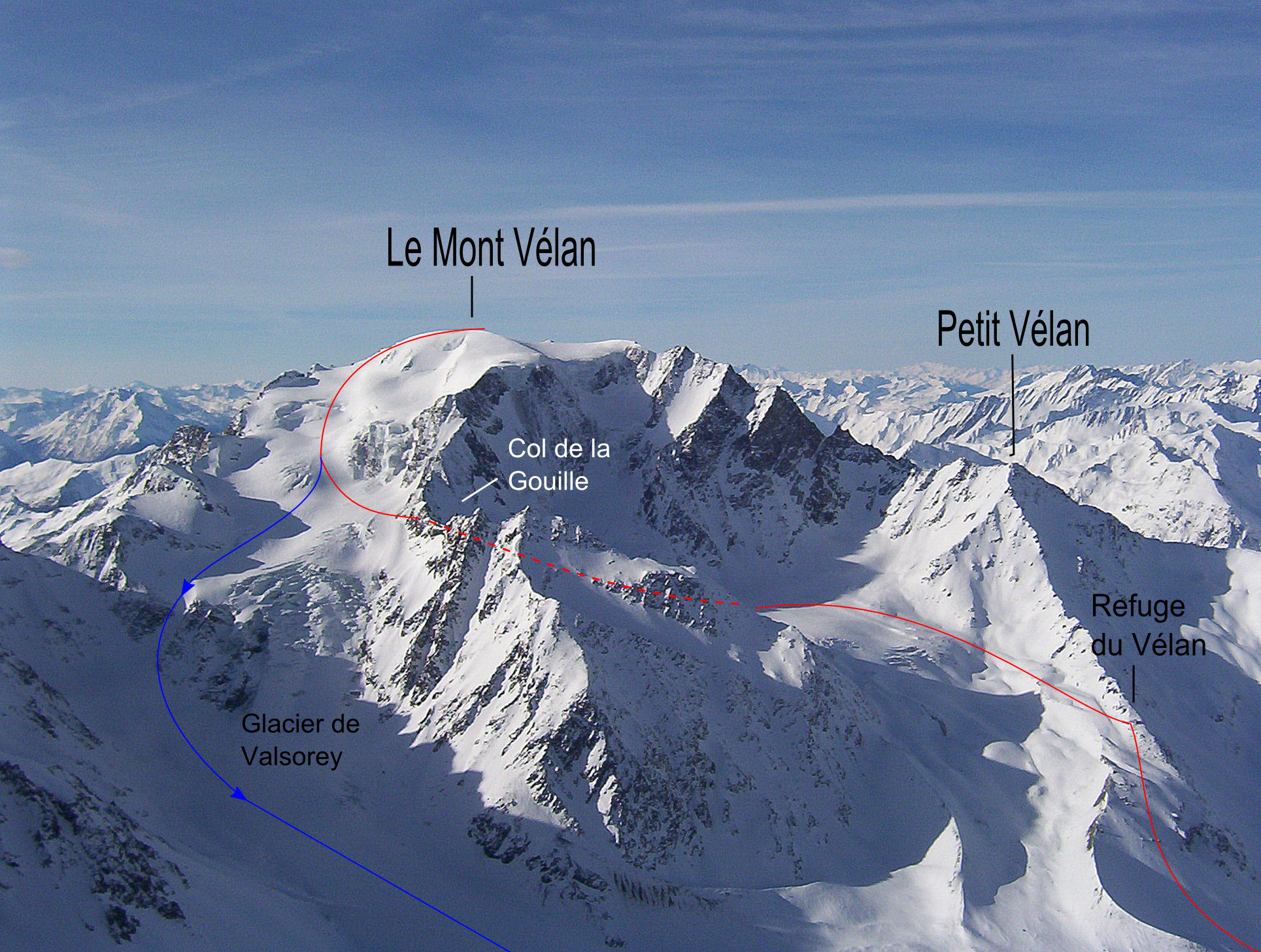
Descrizione della via normale con indicata la possibile variante in discesa.

Oggi la via normale di salita alla vetta parte dalla Cabane du Vélan (2.642 m) e si sviluppa lungo il versante nord del monte.
Dalla capanna ci si avvia in direzione sud prima costeggiando la morena del ghiacciaio di Tseudet e poi immettendosi sul medesimo a quota 2.800 m Si attraversa il ghiacciaio in direzione est arrivando sotto le pendici del Mont de la Gouille e poi si sale con l'aiuto di corde fisse al Col de la Gouille (3.252 m). Dal colle si scende sul ghiacciaio di Valsorey perdendo un centinaio di metri. Infine si risale il ghiacciaio in direzione sud e superando un tratto più ripido si arriva alla calotta sommitale del monte Vélan.
La discesa può essere compiuta seguendo l'itinerario di salita oppure scendendo del tutto il ghiacciaio di Valsorey e non passando più dalla Cabane du Vélan.

### Altre vie di salita

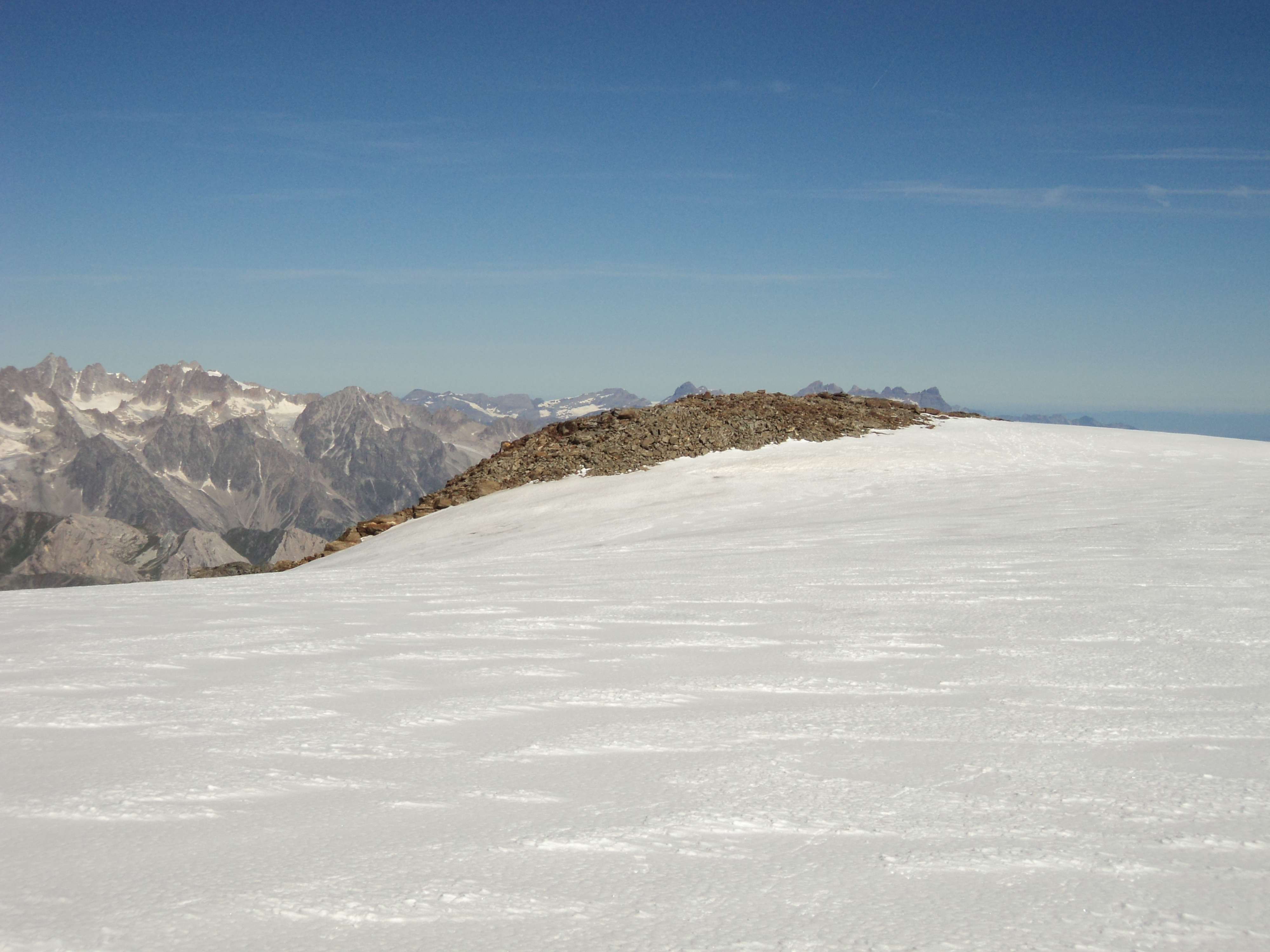
La vetta del monte. Sullo sfondo a sinistra il gruppo del monte Bianco.

- Dal versante italiano si può salire sulla vetta utilizzando il Bivacco Rosazza al Savoie (2.651 m), raggiungibile dalla Valpelline. Dal bivacco si sale al Col de Valsorey (3.107 m), colle situato sulla frontiera tra l'Italia e la Svizzera. Dal colle si raggiunge la vetta seguendo la lunga cresta orientale.
- Una via alpinistica dal versante occidentale è costituita dal Couloir d'Annibal. Dal passo del Gran San Bernardo ci si dirige in direzione est fin sotto la parete ovest del monte e poi si sale lungo il couloir che porta direttamente in vetta.